# Barsi di Groppallo
Groppallo (Grupàll in dialetto locale gropallino, ligure e in dialetto piacentino), è una frazione del comune italiano di Farini, in provincia di Piacenza. Si trova nella valle del torrente Lavaiana, una valle laterale della media val Nure, sull'Appennino ligure.
Il centro abitato di Barsi si trova a 945 m s.l.m., mentre l'altezza massima si registra a Groppallo, in corrispondenza della chiesa devota alla Beata Vergine assunta, posta sulla vetta del monte Castellaro, al centro del paese a 1005 m s.l.m.

## Origine del nome
L'origine del nome Barsi, con cui, specialmente fino alla metà del Novecento, si identificava il centro abitato è da ricondursi al gallico barro, termine col significato di altura: anche il termine Groppallo, utilizzato inizialmente solo per il rilievo sovrastante alla frazione e poi estesosi ad indicare l'interno centro abitato, pur avendo un'origine ligure, richiama un concetto similie, significando sommità tondeggiante.

## Storia

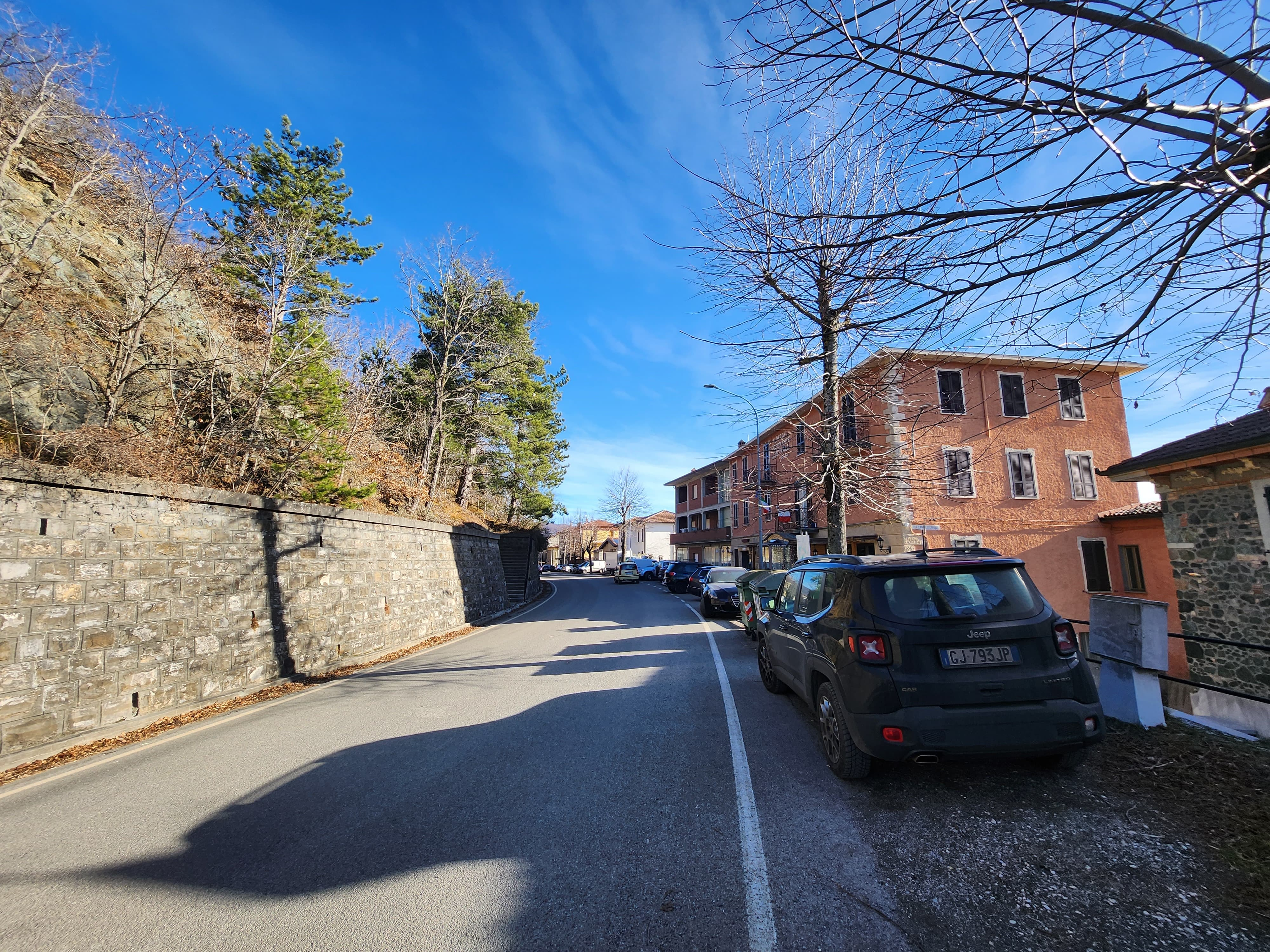
Via principale di Groppallo

Nella zona del monte Castellaro, durante alcune campagne di scavo legate principalmente ai resti del castello medievale, furono ritrovate alcune ceramiche risalenti all'età del bronzo, altre tracce preromane, resti di arroccamenti risalenti alla stessa età del bronzo e al periodo del Ferro ligure furono invece distrutte ai primi del Novecento, nell'ambito dei lavori di ricostruzione della chiesa dedicata alla Beata Vergine Maria Assunta.
Non si è trovato alcun documento che accenni a Groppallo in epoca romana e il suo nome non figura nella tabula alimentaria traianea, ma s'ipotizza che l'intero territorio groppallino fosse un pagus della vicina Veleia.
La presenza certa più antica a Groppallo, provata da scavi archeologici, risale all'età longobarda (VI-VII secolo) durante la quale il monte Castellaro era, molto probabilmente, un avamposto militare con funzione antibizantina.
Intorno al XII secolo, sulla cima del monte Castellaro, dove in seguito sarebbe sorta la chiesa parrocchiale, si ergeva un castello appartenente nel 1186 al Vescovo conte di Piacenza, il quale manteneva il diritto sulla nomina del castellano. Successivamente il castello fu dato in concessione alla nobile famiglia Gropallo, la quale aveva la signoria di tutto il territorio groppallino; questo casato, di fazione guelfa, fu scacciato, poi, nel genovesato nell'ottobre 1260 a seguito della distruzione e incendio del castello da parte del ghibellino Giovanni Luxardo.
Nel 1339 tutta la zona di Groppallo fu infeudata da parte del signore di Milano Azzone Visconti alla nobile famiglia Nicelli che in quegli anni vantava numerosi possedimenti in tutta la media e alta val Nure, compreso il castello a Boli di Groppallo e la zona di Pradello, in cambio del versamento con cadena annuale di una libbra di pepe.
Attorno al XV secolo, la parrocchia fu trasferita da Selva di Groppallo alla cima del monte Castellaro; allo stesso tempo fu variata l'intitolazione della stessa da sant’Antonino Martire alla Beata Vergine Maria Assunta.
I Nicelli mantennero il controllo di Groppallo fino al Rinascimento, mentre nel 1515 il castello fu pesantemente danneggiato in un'incursione di Pier Maria Scotti.
Con l'istituzione dei comuni, divenne frazione di Borgo San Bernardino, comune che, aggregato con quello di San Giovanni, avrebbe successivamente dato origine a Bettola. Nel 1867, con il regio decreto 4066, pubblicato in gazzetta ufficiale il 17 novembre, su impulso di alcune famiglie, in particolare, di Giuseppe Zanellotti di Cogno S. Savino, che sarebbe in seguito ne sarebbe diventato il primo sindaco, e di don Luigi Galli, arciprete di Groppallo, venne costituito il nuovo comune di Farini d'Olmo di cui Groppallo divenne frazione.

## Monumenti e luoghi d'interesse

### Architetture religiose

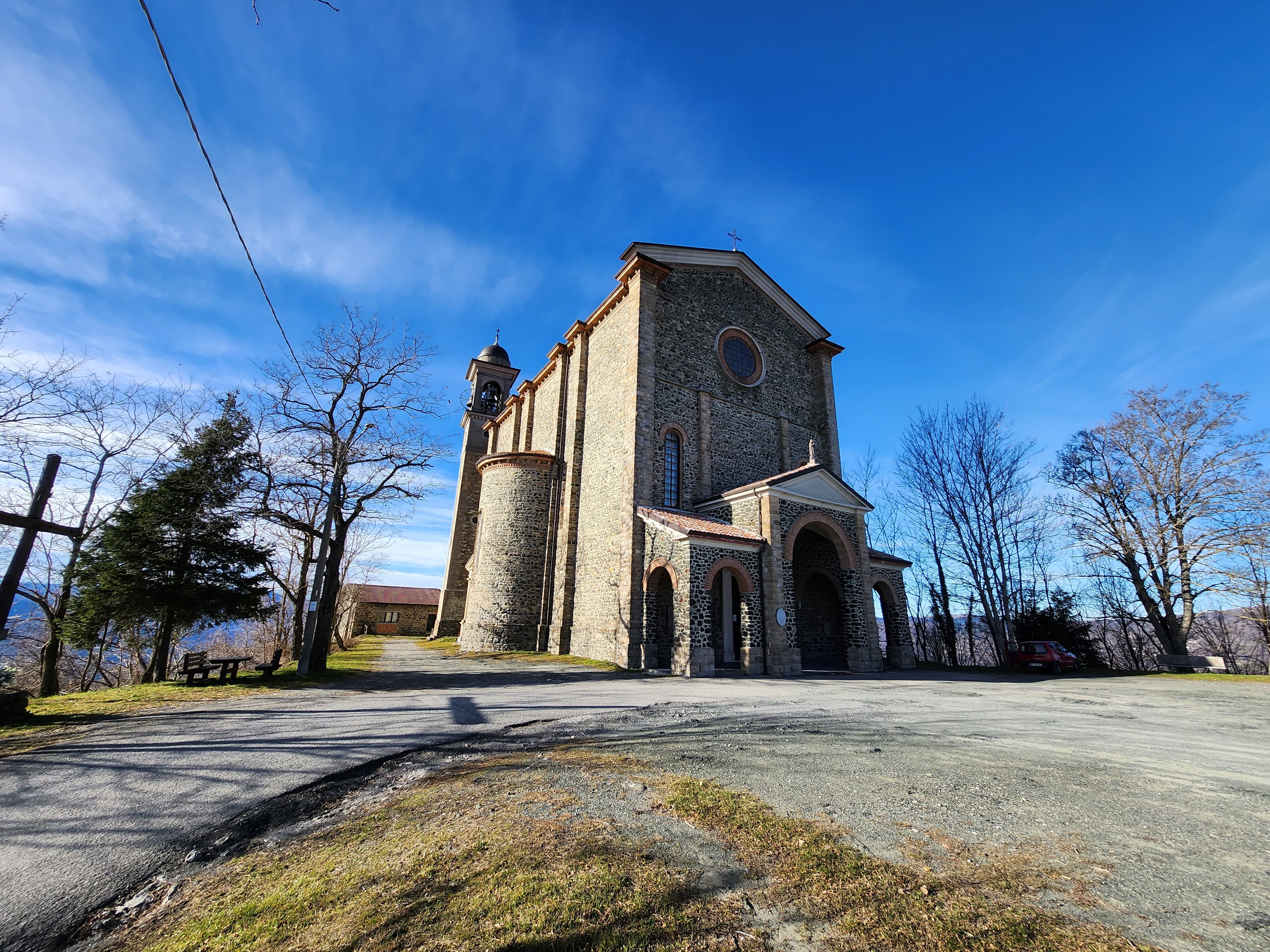
Panoramica della chiesa di Santa Maria Assunta, che domina sul paese

- Chiesa di Santa Maria Assunta: situata sulla cima del monte Castellaro, in posizione dominante sulla frazione. Originariamente eretta intorno al XV secolo e posta alle dipendenze della pieve di Centenaro, venne ricostruita tra il 1913 e il 1918[10]. Nella ricostruzione, l'edificio originario fu inizialmente inglobato in quello nuovo per, poi, venire smantellato. Nel 1966 venne aggiunto un pronao in pietra con archi a tutto sesto progettato dall'architetto Pietro Berzolla. Presenta una facciata a capanna realizzata in pietra e una struttura basilicale a navata unica con volte a botte[11].
- Torre di Sant'Antonino: Torre merlata situata a Selva di Groppallo; originariamente utilizzata come campanile della chiesa di Sant'Antonino, citata già il IV e il VII secolo d.C. della quale è l'unica parte superstite. Stante la sua funzione religiosa e non militare, la merlatura presente sulla torre è probabilmente il resto di una copertura della sommità dell'edificio e non una vera e propria merlatura. Rimasta in una condizione di degrado e incuria, la torre è stata completamente ristrutturata negli anni 2010[12].

### Altro
- Monumento alla gente di montagna: situato a Barsi, nei pressi dell'incrocio tra le strade che portano verso Bardi, Groppallo e Bruzzetti, fu realizzato nel 1982 ad opera dall'allora presidente della locale sezione alpini, Carlo Silva[13].

### Siti archeologici
- Scavo del monte Castellaro: scavo archeologico situato nei pressi del cimitero di Groppallo, sulla cima del monte Castellaro, eseguito nel 2006 in concomitanza con alcuni lavori svolti sull'edificio cimiteriale. Gli scavi hanno evidenziato la presenza di più sezioni stratigrafiche risalenti a diversi periodi storici, tra cui spiccava per importanza un atelier medievale per la lavorazione di perline in steatite risalente al periodo compreso tra l'inizio dell'XI secolo e la metà del secolo successivo. Nell'area sono stati ritrovate almeno 25 000 perline in steatite, di cui alcune risalenti al periodo longobardo, alcune monete e i resti dei muri a secco dell'atelier, a loro volta edificati su resti di muri precedenti distrutti da un incendio, databile tra il 1010 e il 1027 incrociando le date di emissione di alcune monete con e senza segni di bruciatura[3].

## Cultura

### Eventi
- Festa di Sant'Antonio Abate: svolta ogni 17 gennaio a Groppallo, prevede la benedizione degli animali sul sagrato della chiesa[14].
- Festa della torta di patate: svolta ogni prima domenica di luglio a Barsi a cura della locale pro loco[15].
- Assunzione di Maria: celebrata ogni anno il 15 di agosto, festeggia la patrona del paese, con l'organizzazione di una processione attorno al cimitero e sul sagrato della chiesa a Groppallo, mentre a Barsi sono presenti bancarelle e stand gastronomici[16].
- Festa dei Trattori: organizzata ogni anno la domenica successiva al 15 agosto, prevede la benedizione dei trattori sul sagrato della chiesa e la festa con giochi, stand gastronomici e bancarelle a Montalto di Groppallo[17].

## Economia

### Turismo
Groppallo è meta di villeggiatura estiva, soprattutto da parte di emigranti che dalla Francia ritornano alla terra d'origine. Arrivano anche squadre calcistiche giovanili, le quali sono solite avere Groppallo come meta dei loro ritiri estivi.